# Istruzione a Marino
Fino al Settecento, l'unica istruzione curata a Marino fu quella musicale: già nelle "Constituzioni" controfirmate dal duca Lorenzo Onofrio Colonna nel 1677 compariva l'obbligo per la comunità di pagare un maestro di cappella presso la basilica di San Barnaba perché insegnasse gratuitamente l'arte di suonare l'organo a quattro ragazzi talentuosi: usanza che già doveva esistere all'inizio del Seicento, se a Marino nacquero apprezzati musicisti come Bonifacio Graziani, compositore e maestro di cappella presso la Chiesa del Gesù a Roma, Giacomo Carissimi, compositore maestro di cappella presso la basilica di Sant'Apollinare a Roma, Giuseppe Ercole, maestro di cappella presso corte asburgica di Vienna,, i due fratelli Falconi, maestri di cappella uno presso la famiglia reale spagnola a Madrid, l'altro presso la famiglia reale portoghese a Lisbona.

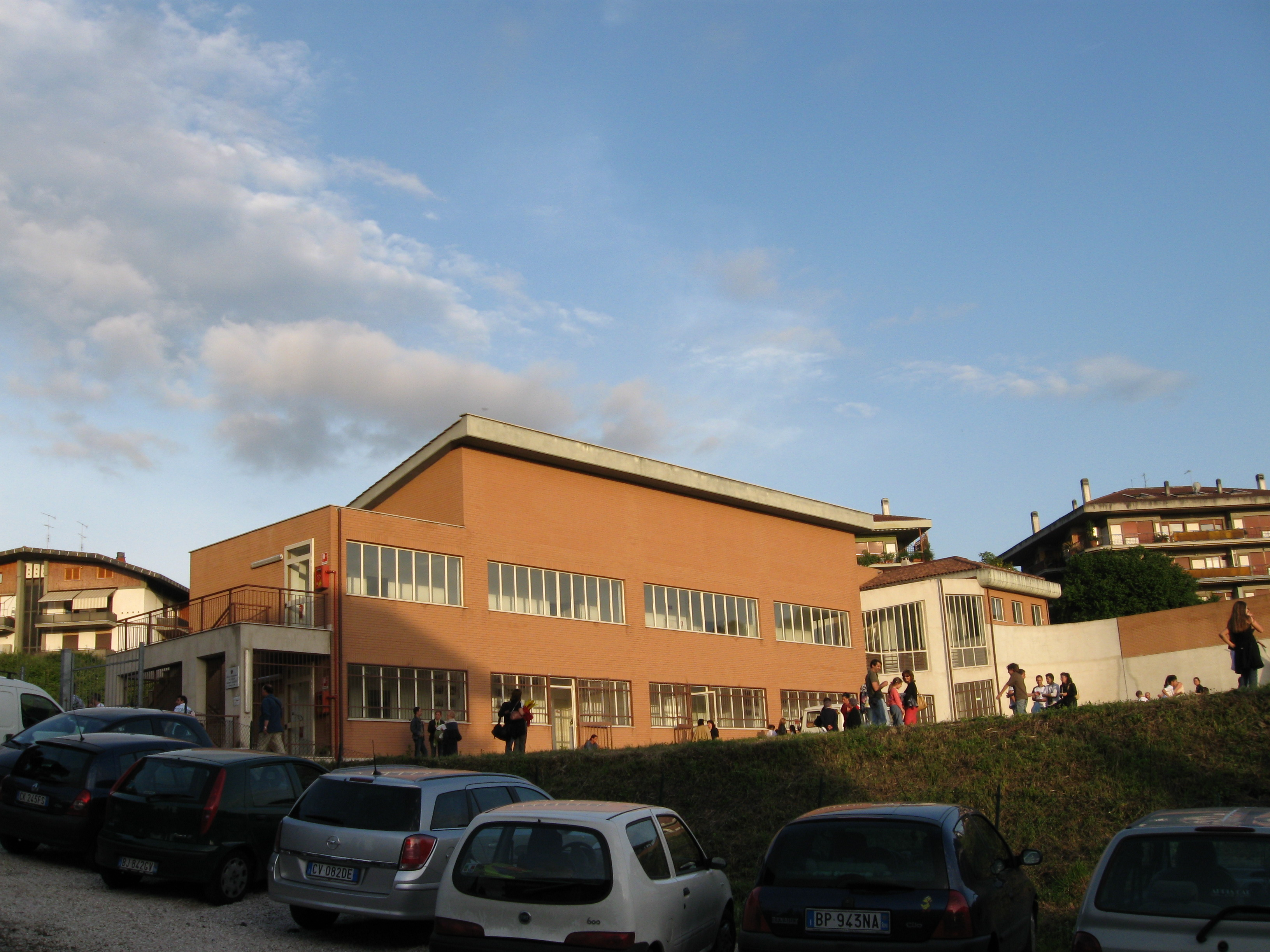
Il plesso della scuola media statale "Giuseppe Ungaretti" in località Civitella, parte dell'istituto comprensivo "Marcantonio Colonna". La scuola, che oggi conta circa 200 alunni, è stata inaugurata nel novembre 2006, dopo una controversia durata trent'anni in merito alla sua costruzione.

L'istruzione letteraria e scientifica invece doveva essere affidata ad un maestro stipendiato dalla Comunità, come avveniva nei centri vicini fin dall'inizio del Seicento: se non che i maestri erano mal pagati, maltrattati e rimpiazzati con estrema lentezza; solo nel settembre 1708 la Comunità si pose il problema di trovare una congrua sistemazione ad un'aula per la scuola pubblica, e di richiamare un maestro dopo anni di vacanza. Tuttavia le difficoltà finanziarie e la cecità degli amministratori posero ben presto fine all'esperienza di questa scuola, e di tanto in tanto la Comunità si pose il problema di trovare una soluzione allo scandaloso abbandono in cui versava l'istruzione pubblica: solo nel 1766 la Comunità si decise ad affidare l'istruzione pubblica maschile ai Chierici Regolari Minori che fin dal 1635 si erano installati presso la chiesa della Santissima Trinità. Per quanto riguarda l'istruzione pubblica femminile, fortunatamente nel 1732 venne aperto l'istituto delle Maestre Pie Venerini, grazie all'interessamento della duchessa Maria Lucreazia Rospigliosi Salviati, suocera del duca Fabrizio II Colonna.
La stessa situazione continua anche dopo la parentesi dell'occupazione napoleonica (1807-1814), ma per l'istruzione maschile sorge una controversia tra i Chierici Regolari Minori ed il Comune, appianata solo nel 1836 per diretto intervento di papa Gregorio XVI che assegnò la chiesa della Santissima Trinità e l'attiguo convento alla congregazione dei Padri della Dottrina Cristiana, che svolsero le funzioni di istruzione primaria e secondaria maschile fino al 1870. Tuttavia, dopo la presa di Roma e l'annessione del Lazio al regno d'Italia, il primo consiglio comunale a maggioranza repubblicana ed anticlericale decretò nel dicembre 1870 la chiusura di tutte le scuole religiose, incluso il collegio dei Padri Dottrinari e l'istituto delle Maestre Pie. Però il progetto di aprire una scuola comunale non decolla, e nel 1876 il Comune è costretto a far riaprire almeno l'istituto delle Maestre Pie Venerini dichiarandolo scuola pubblica.
Nel 1919 il Comune prende in gestione dal marchese Achille Fumasoni Biondi i locali dell'ex-collegio dei Padri Dottrinari situati presso la chiesa della Santissima Trinità, installandovi le scuole pubbliche e la Regia Scuola Professionale di Marino, istituto secondario di istruzione professionale gestito dai Fumasoni Biondi ed intitolato a Maria Fumasoni Biondi. La scuola fu inaugurata solo nel 1920, ma già nel 1921 diventò pubblica e venne trasferita in alcuni locali di Palazzo Colonna. Negli stessi locali dell'ex-collegio si installano i padri Giuseppini del Murialdo con l'intenzione di fondare un liceo: tuttavia i religiosi verranno scacciati nel 1930 dal Comune quando acquistò per una cifra spropositata l'ex-collegio dai Fumasoni Biondi, e si sposteranno nella vicina Albano Laziale per fondare l'istituto paritario "Leonardo Murialdo". L'iniziativa di aprire un liceo scientifico a Marino retto dai Giuseppini tornò in ballo nel 1955, ma non è noto come si concluse la vicenda. Pertanto, l'unico istituto superiore del comune di Marino è l'istituto statale d'arte "Paolo Mercuri", riconosciuto con tale qualifica nel 1962. Nell'ultimo piano regolatore generale è prevista un'area lungo la strada statale 7 via Appia Nuova al chilometro 20 presso la frazione di Frattocchie destinata alla costruzione di una scuola superiore, probabilmente un liceo.
Poco fuori dall'abitato nell'area dei Bosco Ferentano è posto un centro di formazione professionale triennale gestito dalla Provincia di Roma. Il 6 giugno 2008 è stata invece inaugurata la sede distaccata del centro di formazione professionale "Albafor" di Cecchina in via Pietro Nenni, che ospiterà i ragazzi che frequenteranno questa scuola formandosi in "stages" presso varie aziende del territorio.
Nel frattempo aprirono finalmente le prime scuole comunali elementari e medie: attualmente esistono due istituti comprensivi statali nel centro storico di Marino, il "Marcantonio Colonna" ed il "Giacomo Carissimi", entrambi comprensivi di scuola materna, scuola primaria e scuola secondaria di primo grado, ed altri tre istituti comprensivi nelle aree del territorio di recente urbanizzazione, il "Primo Levi" a Castelluccia e Frattocchie, il "Prati" a Santa Maria delle Mole e la direzione didattica 244 ("ex-Spigarelli") a Santa Maria delle Mole e Cava dei Selci. Ci sono poi diverse scuole dell'obbligo private e paritarie dislocate in tutto il territorio. Alla vigilia dell'anno scolastico 2009/2010 14 plessi su 18 per quanto riguarda le scuole primarie e secondarie di primo grado del territorio di Marino risultavano adeguatamente sicure e confortevoli, per un investimento di oltre 1 milione di euro in due anni.